# V (album Live)
V – album amerykańskiej grupy rockowej Live. Wydany został 17 września 2001 roku. Nagrania dotarły do 22. miejsca listy Billboard 200 w USA.

## Lista utworów
1. "Intro" – 0:37
2. "Simple Creed" – 3:24
3. "Deep Enough" – 3:19
4. "Like a Soldier" – 3:12
5. "People Like You" – 3:17
6. "Transmit Your Love" – 4:35
7. "Forever May Not Be Long Enough" – 3:49
8. "Call Me a Fool" – 2:38
9. "Flow - 3:30
10. "The Ride" – 3:54
11. "Nobody Knows" – 4:26
12. "OK?" – 3:11
13. "Overcome" – 4:16
14. "Hero of Love" – 5:12
15. "Deep Enough" (remix) – 3:11